# Lekkoatletyka na Letnich Igrzyskach Olimpijskich 1948 – pchnięcie kulą mężczyzn
Pchnięcie kulą  mężczyzn – było jedną z konkurencji lekkoatletycznych rozgrywanych podczas igrzysk olimpijskich w Amsterdamie. Zawody odbyły się w dniu 3 sierpnia 1948 roku Empire Stadium w Londynie. Wystartowało 24 zawodników z 15 krajów.

## Rekordy
Tabela uwzględnia rekordy uzyskane przed rozpoczęciem rywalizacji.
|                   | Zawodnik                           | Wynik   | Miejsce  | Data             |
| ----------------- | ---------------------------------- | ------- | -------- | ---------------- |
| Rekord świata     | Stany Zjednoczone Charlie Fonville | 17,68 m | Lawrence | 17 kwietnia 1948 |
| Rekord olimpijski | III Rzesza Hans Woellke            | 16,20 m | Berlin   | 2 sierpnia 1936  |

## Terminarz
| Data            | Godzina |              |
| --------------- | ------- | ------------ |
| 3 sierpnia 1948 | 11:00   | Kwalifikacje |
| 3 sierpnia 1948 | 16:00   | Finały       |

## Wyniki
Do finału awansowało dwunastu zawodników z najlepszymi wynikami. Minimum kwalifikacyjne wynosiło 14,60 m. Rywalizowano w dwóch grupach eliminacyjnych.

### Eliminacje
| Pozycja | Grupa el. | Zawodnik                  | Kraj              | Wynik  | Uwagi |
| ------- | --------- | ------------------------- | ----------------- | ------ | ----- |
| 1.      | A         | James Fuchs               | Stany Zjednoczone | 15,870 | Q     |
| 2.      | B         | Wilbur Thompson           | Stany Zjednoczone | 15,090 | Q     |
| 3.      | A         | Jim Delaney               | Stany Zjednoczone |        | Q     |
| 4.      | A         | Yrjö Lehtilä              | Finlandia         | 14,850 | Q     |
| 5.      | A         | John Giles                | Wielka Brytania   | 14,795 | Q     |
| 6.      | A         | Jaakko Jouppila           | Finlandia         | 14,720 | Q     |
| 7.      | A         | Mieczysław Łomowski       | Polska            | 14,700 | Q     |
| 7.      | A         | Gösta Arvidsson           | Szwecja           | 14,700 | Q     |
| 9.      | B         | Konstantinos Giataganas   | Grecja            | 14,630 | Q     |
| 10.     | B         | Čestmír Kalina            | Czechosłowacja    | 14,540 | q     |
| 11.     | B         | Sigfús Sigurðsson         | Islandia          | 14,480 | q     |
| 12.     | A         | Witold Gerutto            | Polska            | 14,450 | q     |
| 13.     | B         | Willy Senn                | Szwajcaria        | 14,450 | q     |
| 14.     | B         | Roland Nilsson            | Szwecja           | 14,360 |       |
| 15.     | A         | Eric Coy                  | Kanada            | 14,150 |       |
| 16.     | A         | David Guiney              | Irlandia          | 14,010 |       |
| 17.     | B         | Vilhjálmur Vilmundarson   | Islandia          | 13,900 |       |
| 18.     | B         | Roger Verhaes             | Belgia            | 13,540 |       |
| 19.     | B         | Harold Moody              | Wielka Brytania   | 14,400 |       |
| -       | B         | Emilio Malchiodi          | Argentyna         | b.d.   |       |
| -       | A         | Juan Kahnert              | Argentyna         | b.d.   |       |
| -       | B         | Lionelo Patiño            | Peru              | b.d.   |       |
| -       | B         | Nazar Muhammad Khan Malik | Pakistan          | b.d.   |       |
| -       | A         | Ahmed Zahur Khan          | Pakistan          | NM     |       |
| -       | A         | Aad de Bruyn              | Holandia          | DNS    | DNS   |
| -       | A         | François Lapicque         | Francja           | DNS    | DNS   |
| -       | B         | K. Meraklis               | Grecja            | DNS    | DNS   |
| -       | B         | José Luis Torres          | Hiszpania         | DNS    | DNS   |
| -       | B         | Leo Roininen              | Kanada            | DNS    | DNS   |
| -       | A         | Eduardo Julve             | Peru              | DNS    | DNS   |

### Finał
| Pozycja | Zawodnik                | Kraj              | Rezultat | Rezultat | Rezultat | Rezultat | Rezultat | Rezultat | Wynik | Uwagi |
| Pozycja | Zawodnik                | Kraj              | #1       | #2       | #3       | #4       | #5       | #6       | Wynik |       |
| ------- | ----------------------- | ----------------- | -------- | -------- | -------- | -------- | -------- | -------- | ----- | ----- |
| 1.      | Wilbur Thompson         | Stany Zjednoczone | 16,47    | 17,12    | 16,97    | 16,67    | 16,80    | x        | 17,12 | OR    |
| 2.      | Jim Delaney             | Stany Zjednoczone | 16,14    | 16,68    | 15,88    | 16,03    | 16,03    | 16,28    | 16,68 |       |
| 3.      | James Fuchs             | Stany Zjednoczone | 16,32    | 16,42    | 15,60    | 15,56    | 14,82    | 16,28    | 16,42 |       |
| 4.      | Mieczysław Łomowski     | Polska            | b.d.     | b.d.     | b.d.     | b.d.     | b.d.     | b.d.     | 15,43 |       |
| 5.      | Gösta Arvidsson         | Szwecja           | b.d.     | b.d.     | b.d.     | b.d.     | b.d.     | b.d.     | 15,37 |       |
| 6.      | Yrjö Lehtilä            | Finlandia         | b.d.     | b.d.     | b.d.     | b.d.     | b.d.     | b.d.     | 15,05 |       |
| 7.      | Jaakko Jouppila         | Finlandia         | b.d.     | b.d.     | b.d.     | b.d.     | b.d.     | b.d.     | 14,59 |       |
| 8.      | Čestmír Kalina          | Czechosłowacja    | b.d.     | b.d.     | b.d.     | b.d.     | b.d.     | b.d.     | 14,55 |       |
| 9.      | Konstantinos Giataganas | Grecja            | b.d.     | b.d.     | b.d.     | b.d.     | b.d.     | b.d.     | 14,54 |       |
| 10.     | Witold Gerutto          | Polska            | b.d.     | b.d.     | b.d.     | b.d.     | b.d.     | b.d.     | 14,37 |       |
| 11.     | John Giles              | Wielka Brytania   | b.d.     | b.d.     | b.d.     | b.d.     | b.d.     | b.d.     | 13,73 |       |
| 12.     | Sigfús Sigurðsson       | Islandia          | b.d.     | b.d.     | b.d.     | b.d.     | b.d.     | b.d.     | 13,66 |       |